# Ієн Персі
Ієн Персі  (англ. Iain Percy, 21 березня 1976) — британський яхтсмен, олімпійський чемпіон.

## Виступи на Олімпіадах
| Олімпіада   | Дисципліна | Місце |
| ----------- | ---------- | ----- |
| Сідней 2000 | Фін        | 1     |
| Афіни 2004  | Зоряний    | 6     |
| Пекін 2008  | Зоряний    | 1     |
| Лондон 2012 | Зоряний    | 2     |